# Chthonius halberti
Chthonius halberti es una especie de arácnido  del orden Pseudoscorpionida de la familia Chthoniidae.

## Distribución geográfica
Se encuentra en el Reino Unido y Francia.